# Chorizagrotis pseudadumbrata
Chorizagrotis pseudadumbrata là một loài bướm đêm trong họ Noctuidae.